# Glyptik
Glyptik är konsten att genom gravering förse stenar (oftast ädelstenar), vaser och skålar med ornament och bilder.